# Allan-Robinson-Kondensation

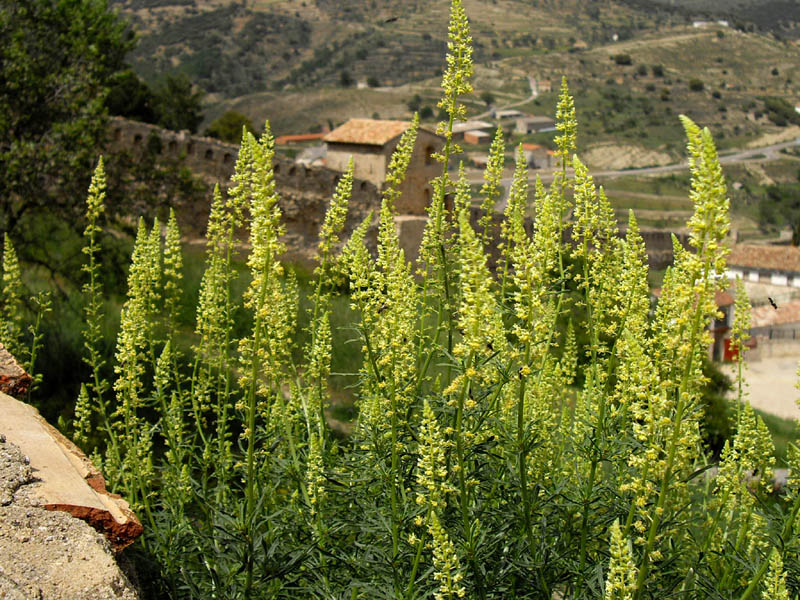
Färber-Wau (Reseda luteola) enthält Luteolin sowohl als Aglycon als auch als Glycosid.

Die Allan-Robinson-Kondensation, oder auch bekannt als Allan-Robinson's-Flavonoiden-Synthese, Allan-Robinson-Synthese oder Allan-Robinson-Reaktion ist eine Namensreaktion der organischen Chemie. Sie wurde nach dem englischen Chemiker Robert Robinson und dem  Chemiker James Allan benannt. Die Reaktion dient zur Synthese von Flavonen oder Isoflavonen, diese gehören zu der Stoffklasse der Flavonoide, die  – wie  Luteolin – in der Natur vorkommen, z. B.  in Färber-Wau.

## Übersichtsreaktion
Bei dieser Kondensationsreaktion zwischen einem aromatischen ortho-Hydroxyketon (R1 = Wasserstoff oder ein beliebiger organischer Rest, z. B. Alkylrest) und einem aromatischen Säureanhydrid  (R2 = Arylrest, z. B. Phenyl) entsteht in Anwesenheit des Natriumsalzes der  Säure ein bicyclischer Heterocyclus:

## Mechanismus
Ein möglicher Reaktionsmechanismus verläuft wie folgt:
Das Keton 1 besitzt eine Enolform 2 die mit dem Säureanhydrid zu dem Alkoholatanion  3 reagiert, unter Abspaltung eines Protons. Durch Verschiebung von Elektronen wird ein Carboxylatanion abgespalten und es bildet sich das Keton 4. Das Keton 4 hat ebenfalls eine Enolform 5. Die Hydroxygruppe am Benzolring von 5 wird durch das Carboxylatanion deprotoniert, es bildet sich das Alkoholat 6, das dann zu dem isomeren Alkoholat 7 cyclisiert. Durch Einwirkung einer Carbonsäure, entsteht die protonierte Form 8, die durch protonenkatalysierte Abspaltung von Wasser zu einem Flavon oder Isoflavon 9 reagiert.